# Pandanus silvanus
Pandanus silvanus är en enhjärtbladig växtart som beskrevs av Huynh. Pandanus silvanus ingår i släktet Pandanus och familjen Pandanaceae.
Artens utbredningsområde är Madagaskar. Inga underarter finns listade.